# Continental Airlines

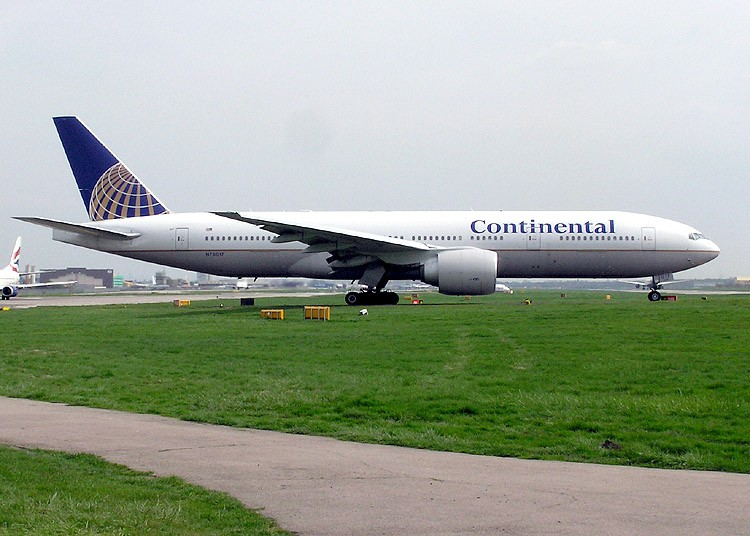
Continental Airlines Boeing 777-224ER

Continental Airlines este o companie aeriană americană.